# Giáo dục bắt buộc

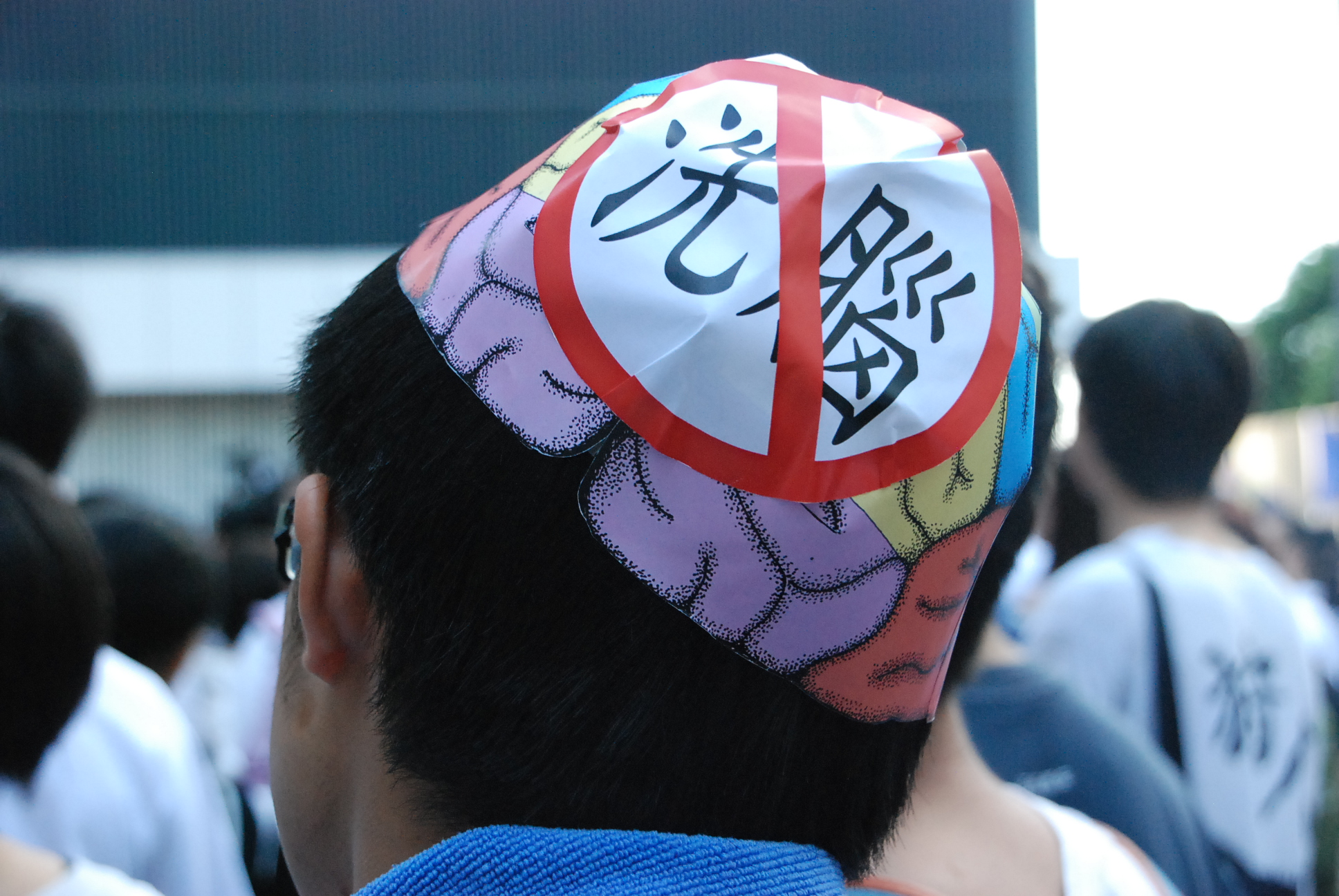
Việc giảng dạy trong lớp học, đưa nội dung chính trị vào tài liệu học tập hoặc giáo viên lạm dụng vai trò của họ để dạy dỗ học sinh đi ngược lại mục tiêu của giáo dục là tìm kiếm tự do tư tưởng và tư duy phản biện.

Giáo dục bắt buộc đề cập đến một thời kỳ giáo dục là bắt buộc của tất cả mọi người và được áp đặt bởi chính phủ. Tùy thuộc vào quốc gia, giáo dục này có thể diễn ra tại một trường đã đăng ký (đi học) hoặc ở nhà (tại gia). "Giáo dục bắt buộc khác với việc đi học bắt buộc, điều đó có nghĩa là cha mẹ có nghĩa vụ phải gửi con đến một trường nào đó. Giáo dục bắt buộc liên quan đến cả cha mẹ theo luật pháp để đảm bảo rằng con cái họ được dạy dỗ, và đặc quyền của mọi đứa trẻ phải là có học thức. " 
Công ước quốc tế về các quyền kinh tế, xã hội và văn hóa đòi hỏi rằng nguyên tắc giáo dục bắt buộc phải là miễn phí cho tất cả mọi người trong một số năm hợp lý.

## Mục đích của giáo dục bắt buộc
Vào đầu thế kỷ 20, giáo dục bắt buộc là phải thành thạo các kỹ năng thể chất cần thiết và có thể đóng góp cho quốc gia. Và nó đưa các giá trị về đạo đức và khả năng giao tiếp xã hội vào tâm trí của thanh thiếu niên. Thêm vào đó, nó sẽ cho phép người nhập cư phù hợp với xã hội còn không được biết đến của một quốc gia mới. Ngày nay, giáo dục bắt buộc đã được coi là quyền của mọi công dân ở nhiều quốc gia.
Giáo dục bắt buộc chủ yếu được sử dụng để nâng cao chất lượng giáo dục của mọi công dân, giảm thiểu học sinh ngừng đi học vì lý do kinh tế gia đình, và cũng, cân bằng sự khác biệt giáo dục giữa nông thôn và thành thị.
Giáo dục bắt buộc ở mỗi quốc gia phụ thuộc vào hệ thống chính trị của đất nước đó và hệ thống giáo dục được phát triển trong nước tốt như thế nào. Mặt khác, ở các nước cộng hòa, việc được giáo dục là cần thiết và quan trọng đối với mỗi người dân, và có luật pháp nghiêm ngặt về giáo dục bắt buộc.

## Thời trung đại

### Thời kỳ cuối hiện đại

#### Nhật Bản
Ở Nhật Bản, giáo dục bắt buộc được thành lập không lâu sau Cải cách Minh Trị năm 1868. Ban đầu, nó bị ảnh hưởng mạnh mẽ bởi Hệ thống giáo dục nước Phổ. Sau thế chiến II, nó được tái xây dựng ở mức độ lớn, và nền giáo dục mới hiện đại được ảnh hưởng rộng rãi bởi mô hình giáo dục Hoa Kỳ.

#### Trung Quốc
Giáo dục bắt buộc 9 năm của Trung Quốc được thành lập và được cho là thành công. Nền giáo dục bắt buộc mang những ảnh hưởng to lớn về những phương diện khác nhau của đời sống người dân. Số lượng sinh viên trở nên lớn hơn và tỷ lệ người bỏ học giảm nhiều phần trăm, kể cả khu vực nông thôn. Mục đích của việc thành lập giáo dục bắt buộc ở Trung Quốc là về "phổ cập đại học", thứ cân bằng giáo dục khác nhau giữa nông thôn và thành thị. Tuy nhiên, giáo dục bắt buộc 9 năm vẫn có những vấn đề và cần được cải thiện. Hầu hết sinh viên bỏ học rời trường bởi vì sự bất mãn của những sinh viên và cha mẹ sẽ không muốn con mình đi học, điều sẽ chỉ xảy ra trong tình huống cực kỳ hiếm gặp, thay vì không đủ khả năng chi trả học phí. Do đó, những cải tiến của giáo dục bắt buộc của Trung Quốc vẫn là cần thiết trong xã hội hiện đại.